# Kameleont (sång)
Kameleont är en låt skriven av Lasse Åberg och Janne Schaffer och var det bidrag som Electric Banana Band tävlade med i Melodifestivalen 2006. Melodin tog sig vidare till andra chansen från den första deltävlingen i Leksand. Men i andra chansen slogs bidraget ut.
På försäljningslistan för singlar i Sverige låg den som högst på 39:e plats. Den 9 april 2006 gjordes ett försök att få in melodin på Svensktoppen, som dock misslyckades.

## Listplaceringar
| Lista (2006) | Topplacering |
| ------------ | ------------ |
| Sverige      | 39           |